# Andy Gavin
Andrew de Scott Gavin conocido como Andy Gavin (nacido en 1970) es un programador estadounidense de videojuegos, diseñador, empresario y novelista. En la industria de los videojuegos se destaca por ser cofundador de la compañía de videojuegos Naughty Dog (1986-presente) junto con su amigo de la infancia Jason Rubin los juegos de Naughty Dog (el más famoso, Crash Bandicoot y el innovador Jak and Daxter) son conocidos por su combinación de tecnología excepcional, buenos gráficos y jugabilidad pulida. la sofisticación de la tecnología de Naughty Dog se acredita a menudo al fondo de Gavin en LISP en el Laboratorio de Inteligencia Artificial del MIT.

## Educación
Gavin obtuvo su Licenciatura en Ciencias neurobiológicas de Haverford College. Gavin estudió para su doctorado en el Instituto de Tecnología de Massachusetts, donde llevó a cabo la investigación para el Laboratorio de Propulsión Jet de la Rover Visión Proyecto Mars, bajo su asesor de Rod Brooks. Cuando todavía era estudiante, Gavin aprendió el lenguaje de programación LISP. Las influencias de M.I.T. y su propio trabajo lo llevaron a desarrollar una serie de lenguajes de programación a medida que mejoraron la calidad de los gráficos, controles, sonidos e inteligencia artificial en Naughty Dog videojuegos.

## Carrera
Gavin y Rubin vendieron su primer videojuego, Matemáticas Jam, en 1985 En 1989, vendieron Keef the Thief para Electronic Arts. En los años 90, su juego de lucha, camino del guerrero, llevó a un acuerdo multi-título con Universal Interactive Studios. Fue en el marco de este acuerdo universal que producían el de varios millones de la venta de la serie Crash Bandicoot desde 1994 hasta 1999, y más tarde se transformó en una exitosa serie de juegos de Jak y Daxter. A finales de 2000, Rubin y Gavin venden Naughty Dog para Sony Computer Entertainment America (SCEA). Con todo, crearon 14 juegos de Naughty Dog, incluyendo Matemáticas Jam (1985), Ski Crazed (1986), Sueño Zone (1987), Keef the Thief (1989), Anillos de Poder (1991), El camino del guerrero (1994) , Crash Bandicoot (1996), Crash Bandicoot 2: corteza contraataca (1997), Crash Bandicoot 3: Warped (1998), Crash Team Racing (1999), Jak and Daxter: El legado de los precursores (2001), Jak II (2003) , Jak 3 (2004), y Jak X: Combat Racing (2005). En conjunto, estos juegos han vendido más de 35 millones de unidades y han generado más de $ 1 mil millones en ingresos.
Mientras que en Naughty Dog, Gavin desarrolló dos dialectos de LISP para su uso en el desarrollo de juegos, GOOL (juego orientado a objetos Lisp) y su sucesor META (Juego Orientada Asamblea Lisp). Estos representan una desviación de la corriente principal en términos de elección de la lengua, y contó con algunas innovaciones en el diseño.
Poco después de salir de Naughty Dog en 2004, Gavin cofundó una nueva empresa de Internet llamada Flektor con su exsocio, Jason Rubin, y el exejecutivo de HBO Jason R. Kay. En mayo de 2007, la compañía fue vendida a Fox Interactive Media, que es una división de News Corp. Fox ha calificado a la compañía como: "un sitio web de próxima generación que proporciona a los usuarios un conjunto de herramientas basadas en la Web para transformar sus fotos y vídeos en presentaciones dinámicas, postales, presentaciones interactivas en directo y vídeo mash-ups. "En octubre de 2007, Flektor asoció con su empresa hermana, MySpace y MTV para proporcionar retroalimentación de la audiencia inmediata a través de encuestas para el MySpace interactivo / MTV Presidencial serie Diálogos con el entonces candidato presidencial senador Barack Obama.
Gavin dejó Fox Interactive Media en 2008 En 2009 se anunció un regreso al negocio de los videojuegos con su Naughty Dog cofundador Jason Rubin. Ellos han formado un nuevo inicio del juego social llamado dioses del mono que está trabajando en una nueva versión de la redecilla junto con un ocasional juego de palabras llamadas MonkWerks.
En los últimos años, Gavin ha recurrido a la escritura de novelas. Su primera novela, la fantasía histórica oscuro, El Oscurecimiento Dream, fue publicado en diciembre de 2011 [11] Su segunda novela sin hora, lo que implica viajar en el tiempo, fue puesto en libertad el 19 de diciembre de 2012.

## Videojuegos
| Título del juego                       | Lanzamiento | Plataforma                                         | Rol                                      |
| -------------------------------------- | ----------- | -------------------------------------------------- | ---------------------------------------- |
| Math Jam                               | 1985        | Apple II                                           | Jefe de programación                     |
| Ski Crazed                             | 1986        | Apple II                                           | Jefe de programación                     |
| Dream Zone                             | 1987        | Commodore Amiga, Apple II                          | Jefe de artistas                         |
| Keef the Thief                         | 1989        | Commodore Amiga, Apple II, Sega Mega Drive/Genesis | Director                                 |
| Rings of Power                         | 1991        | Sega Genesis                                       | Director, Diseñador del juego            |
| Way of the Warrior                     | 1994        | 3DO                                                | Productor, Director, Diseñador del juego |
| Crash Bandicoot                        | 1996        | PlayStation                                        | Director                                 |
| Crash Bandicoot 2: Cortex Strikes Back | 1997        | PlayStation                                        | Director                                 |
| Crash Bandicoot 3: Warped              | 1998        | PlayStation                                        | Director                                 |
| Crash Team Racing                      | 1999        | PlayStation                                        | Director                                 |
| Jak and Daxter: The Precursor Legacy   | 2001        | PlayStation 2                                      | Director                                 |
| Jak II                                 | 2003        | PlayStation 2                                      | Director                                 |
| Jak 3                                  | 2004        | PlayStation 2                                      | Director                                 |
| Jak X: Combat Racing                   | 2005        | PlayStation 2                                      | Agradecimiento especial                  |
| Daxter                                 | 2006        | PlayStation Portable                               | Agradecimiento especial                  |
| Uncharted: Drake's Fortune             | 2007        | PlayStation 3                                      | Agradecimiento especial                  |

## Obras notables
- La trilogía Crash Bandicoot (PS1)
- Crash Team Racing (PS1)
- Jak & Daxter (PS2)
- Uncharted (PS3)